# 城北中学校・高等学校
城北中学校・高等学校（じょうほくちゅうがっこう・こうとうがっこう）は、東京都板橋区東新町に所在し、中高一貫教育を提供する私立男子中学校・高等学校。
高等学校において、中学校から入学した内部進学の生徒と高等学校から入学した外部進学の生徒との間で、第2学年から混合してクラスを編成する併設混合型中高一貫校。
東京府立第四中学校（現：東京都立戸山高等学校）と、その前身である東京府城北中学校で校長を務めた深井鑑一郎と、その高弟で凸版印刷社長の井上源之丞を創設者として、近藤薫明（第2代学校長）ら四中教員関係者やOBらにより開校された。
なお、埼玉県川越市にある城北埼玉中学・高等学校とは、かつて系列校であったが、現在は無関係である。

## 沿革
- 1888年（明治21年）- 府立一中校長・丸山淑人、松野勇雄、元田直、今泉定助らが皇典講究所（学校法人國學院大學の前身）に補充中学校を設立。後に私立学校の共立中学校に改組。
- 1894年（明治27年）- 共立中学校を「東京府城北尋常中学校」と改称し、私立のまま東京府へ移管。
- 1898年（明治31年） - 東京府城北尋常中学校（旧：補充中学、共立中学）第6代校長に深井鑑一郎が就任。1899年、中学校令改正により東京府城北中学校となる。1901年、東京府へ完全に移管し城北中学は府立四中に改組。
- 1935年（昭和10年） - 府立四中・深井鑑一郎校長が、四中補習科を分離し、東京府東京市牛込区（現：新宿区）市ヶ谷左内町に私立城北高等補習学校を開校。
- 1941年（昭和16年） - 城北高等補習学校寄宿舎を仮校舎として「城北中学校」を開校。
- 1943年（昭和18年） - 現在地（東京板橋区）に城北中学校の校舎が移転。深井の逝去に伴い第2代校長に近藤薫明教頭が就任。
- 1948年（昭和23年） - 学制改革により、中・高の六年制となる。
- 1951年（昭和26年） - 市ヶ谷校地が帰属し、城北予備校を開校（1987年廃校）。
- 1988年（昭和63年）8月から1990年（平成2年）8月にかけて、校舎の全面改築。
- 1993年（平成5年） - 3期指導体制導入（1998年（平成10年）3期指導体制確立）。
- 2004年（平成16年） - 中学7クラス、高校2クラス募集となる。
- 2005年（平成17年） - 第7代校長に帖佐正雄が就任。
- 2014年（平成26年） - 第8代校長に小俣力が就任。
- 2025年（ 令和7年 ）  -  第9代校長に清水団が就任。

## 校風・教育

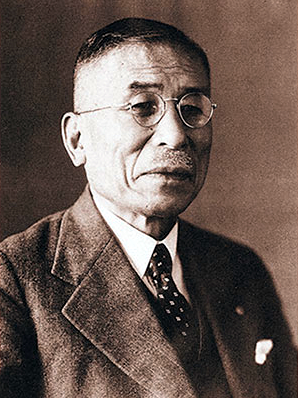
第2代理事長井上源之亟

初代深井校長は、府立四中の教育方針を踏襲し、徳知体を基とした「人格の陶冶」と「質実厳正」の教育を創立の柱に掲げた。以来、その建学の精神は現在も受け継がれ、学園の校訓「着実・勤勉・自主」を行動規範に、「人間形成と大学進学」を教育目標に定めて人材の育成に努めている。
1993年（平成5年）度より、中高6ヶ年を2ヶ年ずつ3期に分け、よりきめ細かい教育を目指した独自の3期指導体制を敷いている。中1、中2を「基礎期」、中3、高1を「錬成期」、高2、高3を「習熟期」とし、生徒の発達段階に応じた各々の指導上の重点目標が設定されている。この3期指導体制に移行し、すでに20年が経過し、生徒指導や大学進学にも大きな成果を上げている。
高等学校1学年では、中学校から入学した内部進学生（中入生）約280名と、高等学校から入学してくる外部進学生（高入生）80名は別々のカリキュラムを編成する。2年次、3年次では、文系と理系のコースに分け、中入生と高入生は混合クラスとなる。

## 年間行事
- 4月 - 入学式　新入生オリエンテーション（大町山荘）（中１、高入生1年）、筑波体験学習（高1中入生）
- 5月 - 筑波体験学習（中入生高1）、新入生オリエンテーション（大町山荘）（中1）、遠足（中2・中3）、体育祭
- 6月 - 演劇鑑賞会 ※、授業参観・保護者会、漢字検定（高2）
- 7月 - 理科校外学習（中学）、夏期講習会（中1 ～ 高3）、夏期補習会（中1指定制）、夏期林間学校（中2）、城北イングリッシュシャワー（中1、高1）
- 8月 - 大町学習室（高3）、オーストラリア海外研修（中3・高1希望者）
- 9月 - 防災避難訓練、文化祭（城北祭）
- 10月 - オープンキャンパス、中学理科校外見学（中1、中2）
- 11月 - 創立記念日、基礎期マラソン大会（中1・中2）、奈良・京都研修旅行（中3）、授業参観・保護者会、理科自由研究発表会（中学）、音楽鑑賞会 ※、合唱祭（中1）
- 12月 - 冬期講習会（中3～高3）、冬期補習会（中1）、城北イングリッシュシャワー（中２）
- 1月 - 書き初め展、GTEC（中2〜高1）
- 2月 - 中学・高校入試、校外模試、生徒会長選挙、漢字検定（中2、3級）、私の主張コンクール（中1・中2）、スキー教室（中1、中2）
- 3月 - 沖縄研修旅行（高2）、城北イングリッシュシャワー（中1）、私の主張コンクール（中1、中2）、中3修了式、高校卒業式

※ 演劇鑑賞会と音楽鑑賞会は、それぞれ隔年実施。
城北祭
- 体育祭は5月に、文化祭は9月末に行われる。かつては9月に連続して催された時代もあった。
- 文化祭で作成される正門アーチは1946年（昭和21年）の第1回より約70年、中学の理科研究発表は30年、図書委員会の古本市は20年以上続いていたが、2020年、新型コロナウイルス流行の影響により、文化祭、体育祭行事は全て中止となった。2021年、体育祭は引き続き中止となったが、文化祭は初のオンラインでの開催となった。
- 1981年（昭和56年）、後夜祭で行われた人間イスが、約1ヶ月間ほどギネスブックの世界記録を保持した。また、2001年（平成13年）頃には、文化祭実行委員会に地域振興部門が設けられ、町内会の御神輿を担いだり、後夜祭で盆踊りが行われた。

## 部活動
運動部ではラグビー部、少林寺拳法部（平成28年）、水泳部（水球競技）が過去に全国優勝をしている。
文化部では、ラジオ部が2009年（平成21年）にアマチュア無線コンテスト2部門で優勝。囲碁将棋部が2007年（平成19年）7月の第43回全国高等学校将棋選手権大会の団体戦で全国優勝、2012年（平成24年）3月の第6回全国高等学校囲碁選抜大会の団体戦で全国優勝、2018年（平成30年）5月の第30回埼玉県竜王戦で、2人の中学生がB級、C1級でそれぞれ個人優勝、2020年（令和2年）1月の第14回関東中学将棋団体戦（B級）で優勝している。
- 文化部と運動部員の比率は、高校が3対7、中学は2対8である。

運動部（全23部）
- 剣道部
- サッカー部
- 柔道部
- 少林寺拳法部
- 水泳（水球）部
- スキー部
- 卓球部
- ソフトテニス部
- 高校硬式テニス部
- 高校バスケットボール部
- 中学バスケットボール部
- バレーボール部
- 高校野球部
- 中学野球部
- ラグビー部
- 陸上部
- 山岳ワンゲル部
- 自転車部
- 軟式野球部
- バドミントン部
- アメリカンフットボール部
- 弓道部
- ハンドボール部

文化部（全23部）
- 化学部
- 生物部
- 地学部
- 物理部
- 歴史部
- 地理部
- 美術部
- 吹奏楽部
- グリークラブ
- 書道部
- 語学部
- ラジオ部
- 囲碁将棋部
- 鉄道研究部
- 演劇部
- 写真部
- 釣り部
- 数学研究部
- 軽音楽部
- （生徒会執行部）
- 弦楽部
- ダンス部
- 百人一首部

同好会
奇術同好会、電子音楽同好会、応援同好会（全3同好会）
特別委員会
放送委員会、生徒会執行部、図書委員会、文化祭実行委員会 (全4委員会)

## 施設
1991年（平成3年）に創立50周年の記念事業の一環として21世紀の教育に対応する校舎の全面改築を行った。校舎は、中学棟、高校棟、共通棟からなり、体育関係施設として、弓道場、テニスコート、体育館、卓球場、温水プールなどの他に武道館を備えている。
また、2013年（平成25年）には透水性と防塵性に優れた最高レベルの土のグラウンド（1万1千平方メートル）に改修を行った。
しかし、実際の土質は土の粒子がとても細かいため少しの風ですぐに砂埃がたち、毎年近隣からの苦情が絶えなかった。グラウンドで運動すると砂埃のせいで靴や足がすぐに汚れ、生徒の間では「城北砂漠」とも揶揄されていた。
2022年（令和4年）、創立80周年記念事業として、グラウンドを全面人工芝化することが決定され、同年8月31日、人工芝化工事が完了し、都内最大級の約10,000㎡の人工芝グラウンドとなった。それに伴い、翌9月1日の2学期より人工芝グラウンドでの授業・クラブ活動が開始された。
講堂
旧講堂は、1945年（昭和20年）に中島飛行機三鷹工場の廃屋150坪を移築した、食堂兼用の建物であった。1971年（昭和46年）に改築された現在の講堂は、入学式、卒業式などの式典や発表会、芸術鑑賞、文化祭などに使われている。初期には、校長訓話の時間や入学試験の会場にも用いられた。
大町山荘
長野県大町市、北アルプスの麓に100名余の生徒が宿泊できる大町山荘がある。毎年の春には中1生・高1生の新入生を迎えた「大町オリエンテーション合宿」（3泊4日）が行われている。また、7月下旬には中2生を対象とした「夏期林間学校」（2泊3日）の拠点として、そして8月には高3生を対象とした大学受験に向けて生徒たちが自学自習する「大町学習室」（9泊10日）の拠点として城北教育には欠かせない施設として長年活用している。2008年（平成20年）に、PTAおよび同窓会の協力などでOB宮崎均（前橋工科大学大学院教授）の設計による改修工事が行われ、2009年（平成21年）に第9回長野県建築文化賞（長野県知事賞）を受賞した。

## 校歌・校章
- 城北学園の校歌は校5年後の1946年（昭和21年）に制定された。作詞は武田祐吉・國學院大學教授（元東大嘱託・1958年没）、作曲は新任の市村丈一（旧姓梨本・2009年4月没）教諭。

| 一、 ああ澄み渡る高空に 輝く富士の尊さよ 厳粛ただみる自立の天地 ここにぞ育む堅実の学 城北 城北 自立の学園 | 二、 末遥かなる武蔵野の 沃野の土のたくましさ 決然今立つ努力の世界 ここにぞ培ふ勤勉の業 城北 城北 努力の学園 | 三、 漲らひゆく石神井の 流れの水のさやけさよ 清明我あり正義の思想 ここにぞ養ふ公民の道 城北 城北 正義の学園 |

- 校章のデザインは、「城北」の文字の周囲に、創立者である深井鑑一郎と井上源之丞が掲げた「着実、勤勉、自主の精神」と「質実厳正の姿」を象徴するものとして「桜の花」が配置されている。

## 入試
- 中学入試は3回実施（募集定員は第1回約115人、第2回約125人、第3回約30人）、国語、算数、理科、社会の4教科で合否判定される。
- 高校入試は推薦入試と一般入試がある。推薦入試は募集定員が約20人で、推薦条件は、城北高校を第一志望とし、合格したら必ず入学確約できる者、中学3年次の主要5教科の5段階評価が合計20以上あり、全教科に1,2がない者。3年次4～12月までの欠席日数、遅刻早退日数が各10日以内の者。中学校長から推薦を受けた者。クラブ活動などに取り組んだ者である。そして、調査書、適性検査（英語、数学、国語）、面接で合否判定される。一般入試は募集定員が約65人で、調査書、英語、数学、国語の3教科で合否判定される。

## 著名な関係者
教職員
- 角川源義 - 城北中学校元教員（国語科）、角川書店創業者

出身者
- 前田武彦 - 放送作家・タレント
- 山川義介 - ALBERT創業者・元会長、インタースコープ創業者・元社長
- 日比野弘 - 日本ラグビーフットボール協会名誉会長（城北中→都立大泉高校）
- 小林啓孝 - 慶應義塾大学名誉教授、早稲田大学名誉教授
- 二木謙一 - 國學院大學名誉教授、豊島岡女子学園理事長
- 松島法明 - 大阪大学栄誉教授、公正取引委員会競争政策研究センター所長
- 山岡賢次 - 元衆議院議員、国家公安委員会委員長（第84代）
- 小和田哲男 - 歴史学者、静岡大学名誉教授
- 松浦健太郎 - テレビ番組のディレクター、演出、プロデューサー
- ベンガル - 俳優、劇団東京乾電池を結成
- 清水肇 - ニューオータニ代表取締役常務取締役、ホテルニューオータニ東京総支配人
- 鴨志田晃 - 法政大学教授
- 成田修造 - 元クラウドワークス取締役兼CINO。兄は成田悠輔
- 辻よしなり - フリーアナウンサー・タレント
- 深沢邦之 - お笑いタレント、Take2
- 増保輝則 - 早稲田大学ラグビー部、前神戸製鋼コベルコスティーラーズ監督
- 大野毅 - 元サッカー日本代表
- 岡枝慎二 - 翻訳家
- 山口静一 - 埼玉大学名誉教授
- 戒能通厚 - 名古屋大学名誉教授、早稲田大学名誉教授
- 齊藤力 - 東京歯科大学教授
- 小畑穣 - 元サッカー日本代表、
- 塩澤敏彦 - 元サッカー選手、元サッカーネパール代表監督
- 吉川祐二 - 元警視庁警部補
- 黒田悠介 - 実業家、著者
- 松田悠介 - 社会起業家、実業家、教育者
- 松本道弥 - CBCテレビアナウンサー
- 大勝秀也 - 指揮者

城北高等補習学校の出身者
- 安倍晋太郎 - 元衆議院議員、元外相、官房長官 / 安倍晋三の父
- 丸谷才一 - 作家、芥川賞受賞
- 安岡章太郎 - 作家、芥川賞受賞
- 古山高麗雄 - 作家、芥川賞受賞
- 清岡卓行 - 作家、詩人、芥川賞受賞
- 川口松太郎 - 作家、直木賞受賞
- 末永統 - 詩人、教育者
- 工藤幸雄 - 詩人、ポーランド文学者

## 交通アクセス
- 東武東上本線 上板橋駅南口より徒歩10分
- 東京メトロ有楽町線・東京メトロ副都心線・西武有楽町線 小竹向原駅1番出口より徒歩20分
- 関東バス・国際興業バス赤31「小茂根」バス停より徒歩10分